# So Long and Thanks for All the Shoes
(NOFX - Quart in Session - So Long and Thanks for All the Shoes)
So Long and Thanks for All the Shoes è un album dei NOFX del 1997 pubblicato dalla Epitaph Records. Nel 2006 si è classificato 23º nella classifica dei migliori 50 album punk di sempre stilata da Kerrang! e risulta essere il secondo album degli ultimi tredici anni (dopo Enema of the State dei blink-182), sempre secondo questa classifica.
Il titolo dell'album è un riferimento a tutte le scarpe lanciate alla band durante le numerose esibizioni dal vivo, e richiama il romanzo Addio, e grazie per tutto il pesce (So long, and thanks for all the fish) di Douglas Adams appartenente alla serie Guida galattica per gli autostoppisti.
Ha raggiunto la posizione numero 79 nella classifica Billboard 200.

## Tracce
1. It's My Job to Keep Punk Rock Elite – 1:20
2. Kids of the K-hole – 2:17
3. Murder the Government – 0:46
4. Monosyllabic Girl – 0:54
5. 180 Degrees – 2:10
6. All His Suits Are Torn – 2:18
7. All Outta Angst – 1:52
8. I'm Telling Tim – 1:17
9. Champs Elysées (cover di Joe Dassin) – 2:02
10. Dad's Bad News – 2:02
11. Kill Rock Stars – 1:32
12. Eat the Meek – 3:30
13. The Desperation's Gone – 2:24
14. Flossing a Dead Horse – 1:45
15. Quart in Session – 1:36
16. Falling in Love – 2:17

## Formazione

### Gruppo
- Fat Mike - voce, basso
- Eric Melvin - chitarra
- El Hefe - chitarra, tromba
- Erik Sandin - batteria

### Altri musicisti[2]
- Serge Slovnik - tuba, trombone
- Nate Albert - chitarra "chanky"
- Ryan Greene - tamburello
- Spike Slawson - cori